# Love Is Here and Now You're Gone
«Love Is Here and Now You're Gone» es una canción interpretada por el cantante estadounidense Michael Jackson. Se incluyó en su álbum debut como solista, Got to Be There, lanzado en 1972. La canción fue escrita por el equipo de compositores de Motown Holland-Dozier-Holland y producida por Hal Davis.

## Contexto y grabación
Love Is Here and Now You're Gone fue grabada en 1971, durante las sesiones del álbum Got to Be There. Este álbum marcó el inicio de la carrera en solitario de Michael Jackson, quien ya era una estrella internacional como miembro de The Jackson 5. La canción fue una de varias grabaciones que reflejaban la madurez vocal de Jackson a pesar de su juventud, siendo apenas un adolescente.

## Composición y temática
La canción fue compuesta por Brian Holland, Lamont Dozier y Eddie Holland, un trío de compositores y productores que también fueron responsables de numerosos éxitos de la discográfica Motown. Love Is Here and Now You're Gone es una balada soul que trata sobre la pérdida y el dolor de una relación amorosa que ha llegado a su fin. La letra explora los sentimientos de traición y soledad, mientras la música utiliza arreglos de cuerdas y un ritmo lento para enfatizar el tono melancólico de la canción.
La canción está compuesta en la tonalidad de mi bemol mayor y presenta un tempo moderado, lo que permite a Jackson expresar la tristeza del tema con una interpretación vocal madura y emocional. La estructura de la canción y la orquestación destacan la influencia del soul clásico de Motown, y es un ejemplo temprano de la capacidad de Jackson para interpretar baladas de manera convincente.

## Publicación y recepción
Love Is Here and Now You're Gone fue incluida en el álbum Got to Be There, que fue lanzado el 24 de enero de 1972. Aunque no se lanzó como sencillo, la canción ha sido apreciada por críticos y fanáticos por igual. Los críticos destacaron la madurez vocal de Jackson en la interpretación de esta balada, una característica que continuaría desarrollando a lo largo de su carrera.
El álbum Got to Be There fue un éxito tanto comercial como crítico, logrando certificaciones de platino y ayudando a consolidar la carrera de Jackson como solista. Love Is Here and Now You're Gone fue una de las canciones del álbum que recibió elogios específicos por su emotividad y la habilidad de Jackson para transmitir el dolor de la pérdida a través de su voz.

## Legado
A lo largo de los años, Love Is Here and Now You're Gone ha aparecido en varias compilaciones de grandes éxitos de Michael Jackson, como The Ultimate Collection. La canción sigue siendo una pieza destacada en la discografía temprana de Jackson y es un testimonio de su habilidad para interpretar baladas conmovedoras desde una edad muy temprana. Además, el álbum Got to Be There es visto como un precursor de los enormes éxitos que Jackson alcanzaría en los años siguientes, mostrando una visión temprana de su capacidad artística.

## Personal
- Michael Jackson – voz principal
- The Funk Brothers – instrumentación
- Hal Davis – productor
- Brian Holland – compositor
- Lamont Dozier – compositor
- Eddie Holland – compositor